# Carl Axel Wachtmeister (1924–2017)
Carl Axel Erik Arvid Wachtmeister, född 30 maj 1924 i Stockholm, död 13 november 2017, var en svensk professor i organisk kemi.

## Biografi
Wachtmeister var son till filosofie doktor Arvid Wachtmeister (1889–1961) och Karin Böttiger (1900–1987). Han tog fil.dr. i Stockholm 1958, var extra ordinarie docent i organisk kemi vid Stockholms universitet 1959 och var extra ordinarie forskardocent där 1965. Wachtmeister fick professors namn 1977 och var prefekt i Wallenberglaboratoriet vid Stockholms universitet 1971–1989. Han publicerade ett hundratal skrifter i organisk kemi, speciellt naturproduktskemi och miljögifternas kemi.
Wachtmeister var gift 1967–1981 med den legitimerade sjuksköterskan Monica Nilsson (född 1942), dotter till ingenjören Nils Nilsson och Edith Pettersson. Tillsammans fick de barnen Carl Mattias Wachtmeister (född 1967), Karin Johanna Jenny Wachtmeister (född 1969), Britta Ida Maria Wachtmeister (född 1971), Johan Arvid Wachtmeister och Staffan Erik Wachtmeister (födda 1973).